# Lubicz (województwo świętokrzyskie)
Lubicz – wieś w Polsce położona w województwie świętokrzyskim, w powiecie włoszczowskim, w gminie Kluczewsko.
W latach 1975–1998 miejscowość administracyjnie należała do województwa piotrkowskiego.
Wierni Kościoła rzymskokatolickiego należą do parafii św. Jakuba w Stanowiskach.

## Historia
Według spisu powszechnego z roku 1921 miejscowość Lubicz wieś i kolonia – spisane zostały razem, posiadały 16 domów i 99 mieszkańców.